# Hugh Grosvenor, 1. Duke of Westminster

Hugh Lupus Grosvenor, 1. Duke of Westminster

Hugh Lupus Grosvenor, 1. Duke of Westminster KG (* 13. Oktober 1825 auf Eaton Hall in Cheshire; † 22. Dezember 1899 in St. Giles, Dorset) war ein britischer Peer, Politiker und ein erfolgreicher Pferdezüchter und -besitzer.

## Leben

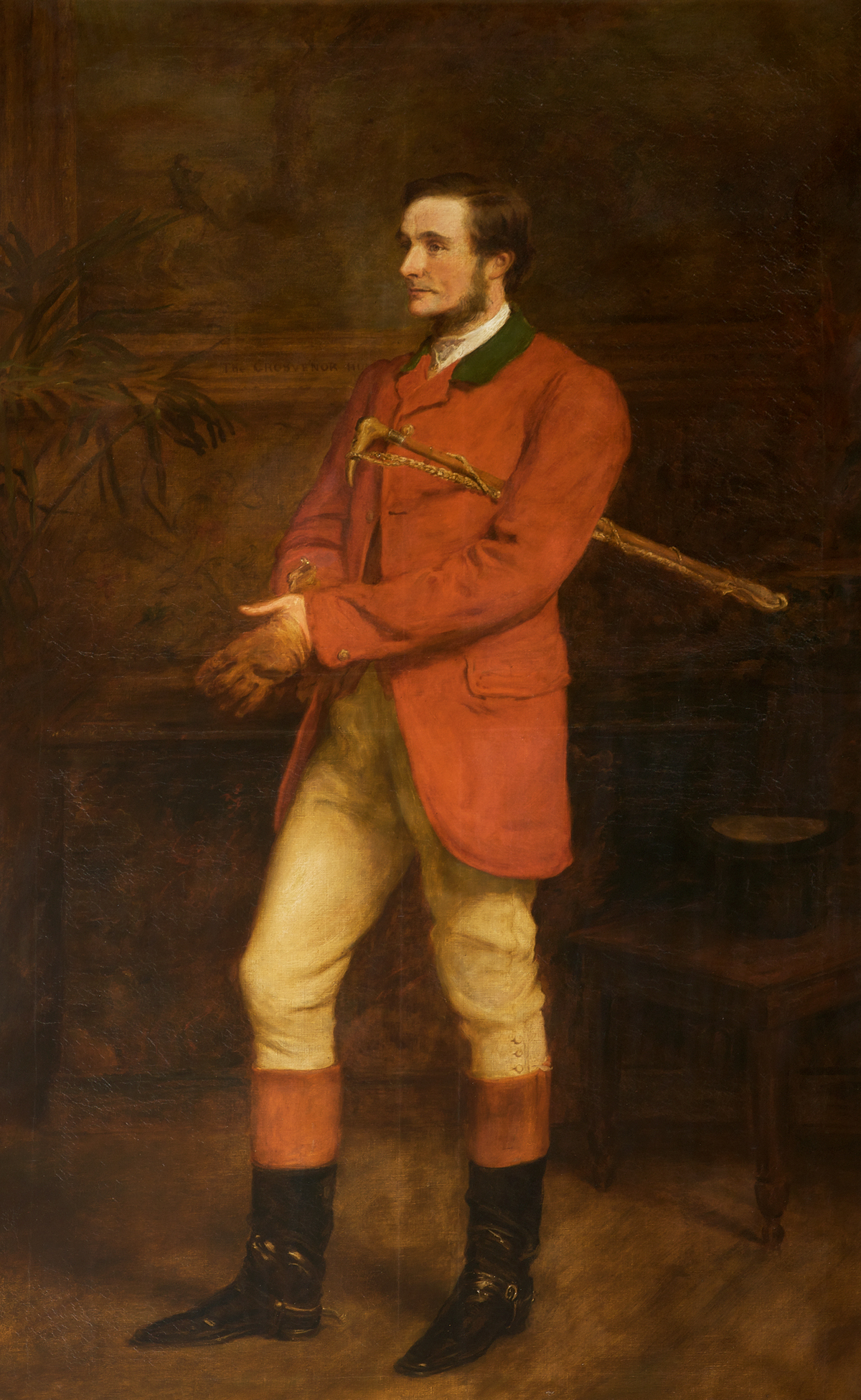
Hugh Grosvenor, 1. Duke of Westminster, Öl auf Leinwand, um 1875

Hugh Lupus Grosvenor war der älteste Sohn von elf Kindern des Politikers Richard Grosvenor, 2. Marquess of Westminster (1795–1869), und seiner Ehefrau Lady Elizabeth Mary Leveson-Gower (1797–1891), einer Tochter des George Leveson-Gower, 1. Duke of Sutherland, und der Elizabeth Sutherland, 19. Countess of Sutherland. Als Heir apparent seines Vaters führte er ab 1831 den Höflichkeitstitel Earl Grosvenor.
Hugh Grosvenor wurde sehr früh in die Obhut eines Erziehers gegeben. Er erhielt eine umfassende und vorzügliche Ausbildung, sprach mehrere Fremdsprachen und zeigte sich an Literatur, Naturwissenschaften, und Geographie interessiert. Von 1839 bis 1843 besuchte er das Eton College und von 1843 bis 1847 studierte er am Balliol College der Universität Oxford.
Als Angehöriger der Liberal Party wurde er erstmals 1847 als Abgeordneter für das Borough Chester ins Unterhaus (House of Commons) gewählt. Er hatte diesen Parlamentssitz inne, bis er 1869 beim Tod seines Vaters dessen Adelstitel als 3. Marquess of Westminster, 4. Earl Grosvenor, 4. Viscount Belgrave, 4. Baron Grosvenor und 10. Baronet, of Eaton, erbte. Aufgrund dieser Titel erhielt er einen Sitz im Oberhaus (House of Lords) und schied dazu aus dem Unterhaus aus. 1870 wurde er als Knight Companion in den Hosenbandorden aufgenommen. Am 27. Februar 1874 wurde er zum Duke of Westminster erhoben. 1880 wurde er ins Privy Council aufgenommen.
1876 unterstützte er den ehemaligen liberalen Premierminister William Ewart Gladstone bei dessen Agitation für ein internationales Eingreifen gegen die osmanische Unterdrückung des bulgarischen Aprilaufstands und trat mit ihm gemeinsam bei einer öffentlichen Kundgebung in der Londoner St James’s Hall auf.
Er übernahm weiterhin 1883 das öffentliche Amt des Lord Lieutenant von Cheshire und 1889 auch das des Lord Lieutenant des County of London. Nach Gladstones Wahlerfolg bei den Unterhauswahlen 1880 wurde er auf Gladstones Initiative hin Master of the Horse (bis 1885). Aufgrund Gladstones Eintreten für die irische „Home Rule“, die von vielen Politikern als eine Gefahr für die ab 1800 bestehende Union zwischen Großbritannien und Irland angesehen wurde, überwarf er sich mit Gladstone. Er verkaufte danach auch das Portrait-Gemälde Gladstones, das von John Everett Millais angefertigt worden war.
Im Zuge der Armenischen Krise fanden beide jedoch wieder zusammen; beide forderten eine militärische Intervention Großbritanniens gegen das Osmanische Reich.
Lord Westminster war einer der erfolgreichsten Rennpferdzüchter bzw. -besitzer aller Zeiten. Zu seinen berühmtesten Pferden zählten Ormonde (1883–1904) und Flying Fox (1896–1911). Diese gewannen mit dem Epsom Derby, den 2000 Guineas und dem St. Leger  die drei klassischen englischen Zuchtrennen der Triple Crown. Das gelang in den über 200 Jahren, in denen es die Triple Crown gibt, erst 15 Pferden. Weitere wichtige Pferde waren die 2000 Guineas-Sieger von 1881 Peregrine und 1882 Shotover.
Es wird vermutet, dass der Schriftsteller Sir Arthur Conan Doyle in Silver Blaze, einer seiner Sherlock-Holmes-Geschichten, die Figur des Colonel Ross an Hugh Grosvenor, 1. Duke of Westminster, anlehnte.
Hugh Grosvenor starb im Jahre 1899 an den Folgen einer Lungenentzündung im Kreis seiner Familie. Da sein ältester Sohn Victor zu diesem Zeitpunkt bereits gestorben war, erbte dessen ältester Sohn Hugh seine Adelstitel als 2. Duke of Westminster.

## Ehen und Nachkommen

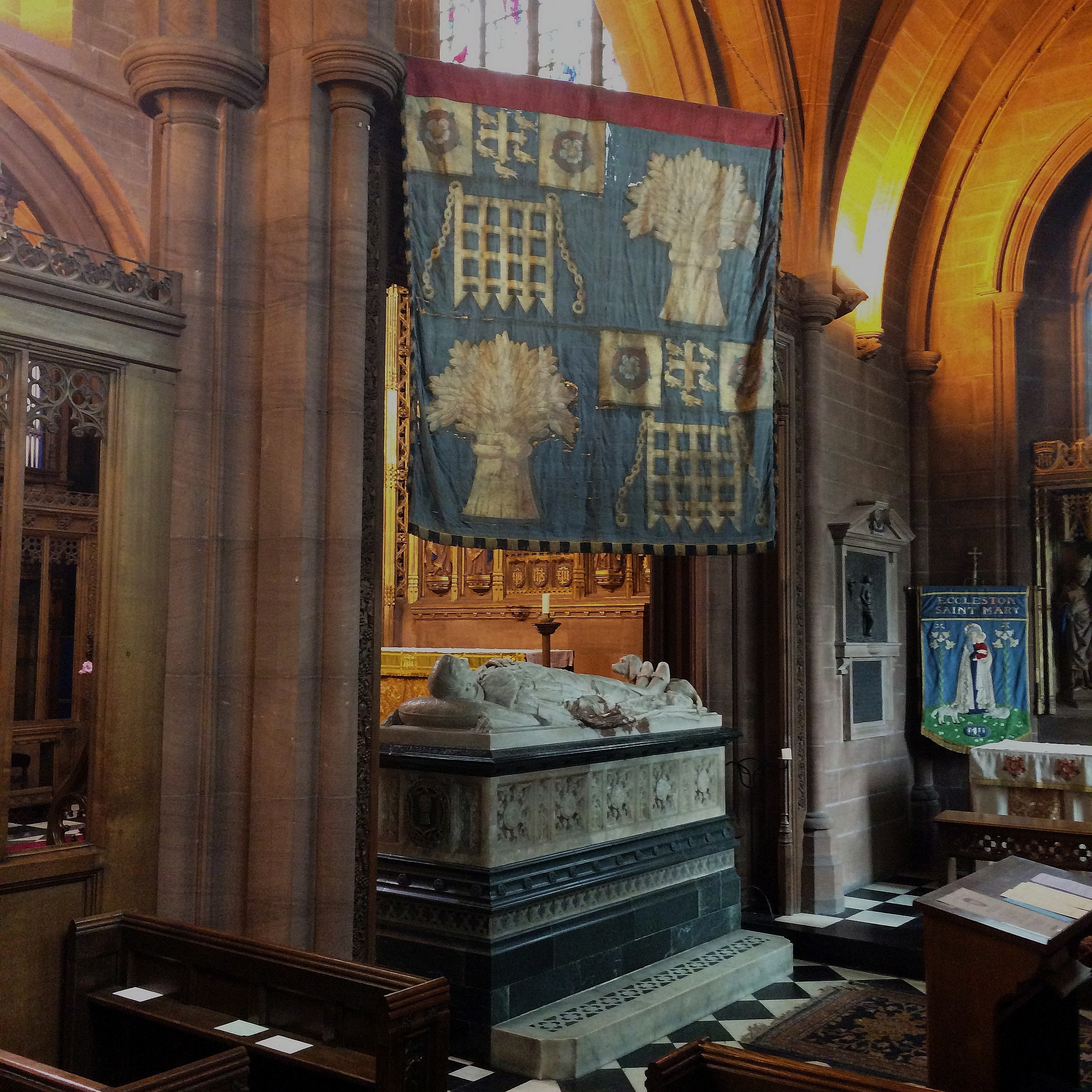
Grosvenor-Kapelle in der Kirche von Eccleston: Kenotaph und Banner des 1. Duke of Westminster

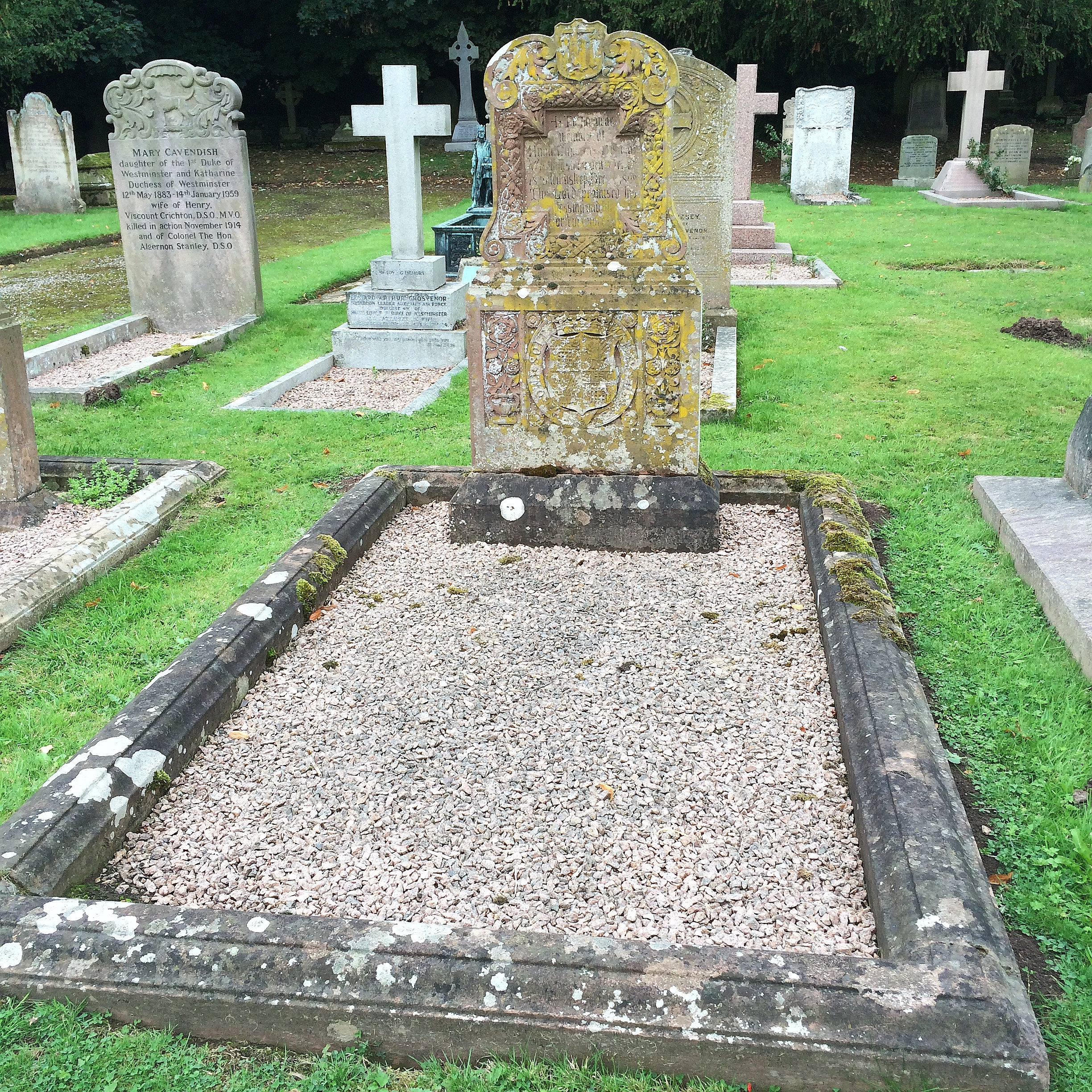
Grab von Hugh Grosvenor, 1. Duke of Westminster

Am 28. April 1852 heiratete Hugh Grosvenor in erster Ehe in London Lady Constance Gertrude Leveson-Gower VA CBE (1824–1880), die älteste Tochter des Politikers George Sutherland-Leveson-Gower, 2. Duke of Sutherland, und der Lady Harriet Elizabeth Georgiana Howard. Aus der Verbindung gingen elf Kinder hervor:
- Victor Alexander Grosvenor, Earl Grosvenor (1853–1884) ⚭ 1874 Lady Sibell Mary Lumley, Tochter des 9. Earl of Scarbrough;
- Lady Elizabeth Harriet Grosvenor (1856–1928) ⚭ 1876 James Butler, 3. Marquess of Ormonde;
- Lady Beatrice Constance Grosvenor (1858–1911), ⚭ (1) 1874–1907 Charles Cavendish, 3. Baron Chesham, Major-General der British Army, ⚭ (2) 1910 John Alexander Moncreiffe;
- Lord Arthur Hugh Grosvenor (1860–1929), Lieutenant-Colonel der British Army, ⚭ 1893 Helen Sheffield;
- Lord Henry George Grosvenor (1861–1914), ⚭ (1) 1887–1894 Dora Mina Erskine-Wemyss, ⚭ (2) 1911 Rosamund Angharad Lloyd;
- Blanche Gertrude Grosvenor (um 1864–um 1865);
- Lord Robert Edward Grosvenor (1869–1888);
- Lady Margaret Evelyn Grosvenor (1873–1929) ⚭ 1894 Adolphus Cambridge, 1. Marquess of Cambridge
- Lord Gerald Richard Grosvenor (1874–1940), Captain der British Army;
- zwei weitere Söhne starben jung.

Am 29. Juni 1882 heiratete er in zweiter Ehe auf Holkham House Hon. Katherine Caroline Cavendish CBE (1857–1941), die jüngste Tochter von William Cavendish, 2. Baron Chesham, und der Henrietta Frances Lascelles. Aus der gemeinsamen Verbindung gingen vier Kinder hervor:
- Lady Mary Cavendish Grosvenor (1883–1959), ⚭ (1) 1903–1914 Henry William Crichton, Viscount Crichton, Sohn des 4. Earl Erne, ⚭ (2) Hon. Algernon Francis Stanley;
- Lord Hugh William Grosvenor (1884–⚔ 1914), Captain der British Army, ⚭ 1906 Lady Mabel Florence Mary Crichton;
- Lady Helen Frances Grosvenor (1888–1970) ⚭ 1915 Lord Henry Charles Seymour, Brigadier-General der British Army;
- Lord Edward Arthur Grosvenor (1892–1929), Squadron Leader der Royal Air Force, ⚭ 1914 Lady Dorothy Margaret Browne, Tochter des 5. Earl of Kenmare.

## Galerie

Hugh Lupus Grosvenor, vor 1877
Hugh Lupus Grosvenor, 1890
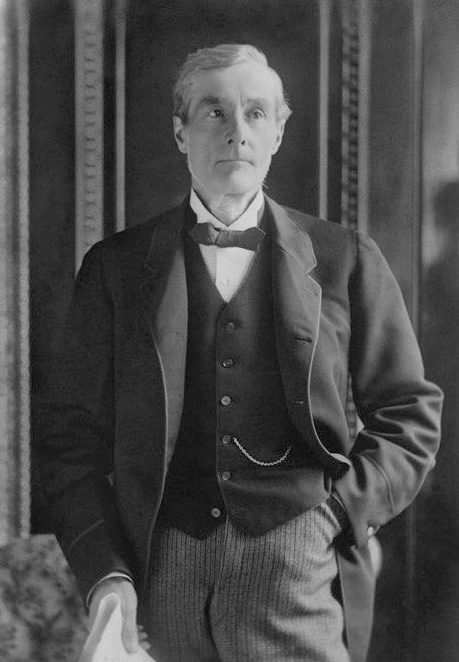
Hugh Grosvenor, 1. Duke of Westminster, 1891
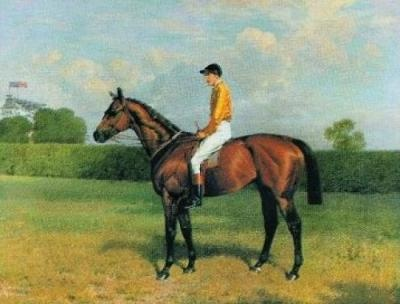
Ormonde
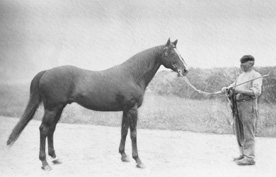
Flying Fox